# Дзэнгё (станция)
Станция Дзэнгё (яп. 善行駅 дзэнгё: эки) — железнодорожная станция на линии Эносима, расположенная в городе Фудзисава, префектуры Канагава. Станция расположена в 52,0 километра от конечной станции линий Одакю — Синдзюку. Станция была открыта 1 октября 1960 года по причине строительства большого жилого района с таким же названием.

## Планировка станции
2 пути и две платформы бокового типа.
| 1,2 | ■ Линия Эносима | Фудзисава,Катасэ-Эносима |
| 3,4 | ■ Линия Эносима | Сагами-Оно,Синдзюку      |

## Близлежащие станции
| «                 |               | Линия            |               | »                 |
| Линия Эносима     | Линия Эносима | Линия Эносима    | Линия Эносима | Линия Эносима     |
| ----------------- | ------------- | ---------------- | ------------- | ----------------- |
| Муцуай-Нитидаймаэ |               | Local (各駅停車) |               | Фудзисава-Хоммати |